# Sharyn McCrumb
Sharyn McCrumb, née Sharyn Elaine Arwood le 26 février 1948 à Wilmington en Caroline du Nord, est une écrivain américaine, auteur de littérature populaire.

## Biographie
Ses arrière-grands-parents étaient des prédicateurs ambulants dans les monts Great Smoky qui séparent la Caroline du Nord du Tennessee.  Elle fait des études supérieures à l'université de Caroline du Nord et obtient une maîtrise en lettres. Elle enseigne ensuite le journalisme et la culture des Appalaches en Virginie. Elle se consacre ensuite à l'écriture et donne à l'occasion des conférences.
Elle amorce sa carrière d'écrivain par la publication de Sick of Shadows (1984), un premier roman policier a pour héroïne Elizabeth MacPherson, une anthropologue confrontée à des enquêtes criminelles. Le huitième titre de la série, If I'd Killed Him When I Met Him (1995), remporte le prix Agatha 1995.
Dès 1990, Sharyn McCrumb publie en parallèle une nouvelle série de romans criminels, les Ballades des Appalaches, qui met en scène une équipe de policiers : le shérif Spencer Arrowood, ses adjoints Godwin et Joe LeDonne, la secrétaire Martha Ayres, mais également, dans les derniers titres, lvieille et sage voyante Nora Bonesteel qui vit à l'écart au sommet du mont Ashe. Le troisième titre de la série, Le Fantôme des collines (She Walks These Hills, 1994) vaut à l'auteur un deuxième prix Agatha consécutif.
L'attachement de l'auteur à la région des Appalaches, qui « fait de ses lieux et de sa culture des personnages à part entière » rapproche l'œuvre de Sharyn McCrumb de l'univers de Tony Hillerman centré sur la région du Sud-Ouest des États-Unis.

## Œuvre

### Romans

#### SérieElizabeth MacPherson
- Sick of Shadows (1984)
- Lovely in Her Bones (1985)
- Highland Laddie Gone (1986)
- Paying the Piper (1988)
- The Windsor Knot (1990)
- Missing Susan (1991)
- MacPherson's Lament (1992)
- If I'd Killed Him When I Met Him (1995)
- The PMS Outlaws (2000)

#### SérieBallades des Appalaches
- If Ever I Return, Pretty Peggy-O (1990) Publié en français sous le titre Retour dans les Appalaches, traduit par Hubert Tézenas, Paris, Presses de la Cité, 1998, 322 p.  (ISBN 2-258-04606-8)
- The Hangman's Beautiful Daughter (1992) Publié en français sous le titre La Fille du bourreau, traduit par Michèle Truchan-Saporta, Paris, Presses de la Cité, 2000, 309 p.  (ISBN 2-258-04607-6)
- She Walks These Hills (1994) Publié en français sous le titre Le Fantôme des collines, traduit par Michèle Truchan-Saporta, Paris, Presses de la Cité, 1995, 405 p.  (ISBN 2-258-04605-X)
- The Rosewood Casket (1996) Publié en français sous le titre Un cercueil en bois de rose, traduit par Michèle Truchan-Saporta, Paris, Presses de la Cité, 1999, 413 p.  (ISBN 2-258-04608-4)
- The Ballad of Frankie Silver (1998)
- The Songcatcher [2001)
- Ghost Riders (2003)
- The Devil Amongst the Lawyers (2010)
- The Ballad of Tom Dooley: A Novel (Appalachian Ballad) (2011)
- King's Mountain (2013)

#### Série de science-fictionJay Omega
- Bimbos of the Death Sun (1988)
- Zombies of the Gene Pool (1992)

#### Autres romans
- St. Dale (2005)
- Once Around the Track (2007)
- Faster Pastor (2010), en collaboration avec Adam Edwards

### Recueils de nouvelles
- Our Separate Days (1985), en collaboration avec Mona Walton Helper
- Foggy Mountain Breakdown and Other Stories (1997)
- Fairy Tale Princesses of the Civil War: Rattler and Celtic Magic (2012)

### Autre publication
- Sharyn McCrumb's Appalachia (2011)

## Prix et nominations

### Prix
- Prix Edgar-Allan-Poe 1988 du meilleur livre de poche original pour Bimbos of the Death Sun[2]
- Prix Macavity 1991 du meilleur roman pour If Ever I Return, Pretty Peggy-O[3]
- Prix Agatha 1994 du meilleur roman pour She Walks These Hills[4]
- Prix Nero 1995 pour She Walks These Hills
- Prix Anthony 1995 du meilleur roman pour She Walks These Hills[5]
- Prix Macavity 1995 du meilleur roman pour She Walks These Hills[3]
- Prix Agatha 1995 du meilleur roman pour If I’d Killed Him When I Met Him[4]

### Nominations
- Prix Anthony 1988 du meilleur livre de poche original pour Bimbos of the Death Sun[5]
- Prix Agatha 1988 du meilleur roman pour Paying the Piper[4]
- Prix Anthony 1989 du meilleur roman pour Paying the Piper[5]
- Prix Anthony 1991 du meilleur roman pour If Ever I Return, Pretty Peggy-O[5]
- Prix Agatha 1992 du meilleur roman pour The Hangman’s Beautiful Daughter[4]
- Prix Anthony 1993 du meilleur roman pour The Hangman’s Beautiful Daughter[5]
- Prix Macavity 1993 du meilleur roman pour The Hangman’s Beautiful Daughter[3]
- Prix Lefty 1996 du meilleur roman pour If I’d Killed Him When I Met Him[6]
- Prix Dilys 1996 pour If I’d Killed Him When I Met Him[7]

## Sources
- Claude Mesplède, Dictionnaire des littératures policières, vol. 2 : J - Z, Nantes, Joseph K, coll. « Temps noir », 2007, 1086 p. (ISBN 978-2-910-68645-1, OCLC 315873361), p. 251-252.